# Бабичев, Фёдор Семёнович
Фёдор Семёнович Ба́бичев, (укр. Фе́дір Семе́нович Ба́бичев; 28 февраля 1917, Екатеринославская губерния — 28 апреля 2000, Киев) — советский украинский учёный, специалист в области органической химии (органический синтез, химия гетероциклических соединений). Академик АН УССР, вице-президент АН УССР, депутат Верховного Совета УССР; почётный Соросовский профессор, Заслуженный деятель науки и техники Украины.

## Биография
- 28 февраля 1917 г. — родился в селе Бобриково, ныне Антрацитовского района Луганской области, в крестьянской семье.
- 1936 — окончил с отличием среднюю школу в г. Ровеньки.
- 1944 — окончил химический факультет Киевского государственного университета им. Т. Г. Шевченко.
- 1945—1948 — аспирант химического факультета КГУ им. Т. Г. Шевченко.
- 1948—1950 — ассистент химического факультета КГУ им. Т. Г. Шевченко.
- 1950—1967 — доцент кафедры органической химии КГУ им. Т. Г. Шевченко.
- 1967 — профессор кафедры органической химии КГУ им. Т. Г. Шевченко.
- 1968—1978 — декан химического факультета КГУ им. Т. Г. Шевченко.
- 1971—1986 — заведующий кафедрой органической химии КГУ им. Т. Г. Шевченко.
- 1971 — награждён орденом Трудового Красного Знамени.
- 1972 — член-корреспондент АН УССР.
- 1973 — академик АН УССР.
- 1976 — награждён орденом Ленина.
- 1978—1988 — вице-президент АН УССР.
- 1980 — депутат Верховного Совета УССР X и XI созывов.
- 1985 — присуждена премия АН УССР им. Л. В. Писаржевского за монографию «Химия изоиндола».
- 1987 — награждён орденом Октябрьской Революции.
- 1988 — советник Президиума АН УССР.
- 1994 — присвоено звание почётного Соросовского профессора.
- 1995 — присуждена премия НАН Украины им. А. И. Киприанова за цикл работ «Синтез и реакционная способность соединений ряда изоиндола и изохинолина».
- 1997 — присвоено почётное звание «Заслуженный деятель науки и техники Украины».
- 1998 — присуждена Государственная премия Украины в области науки и техники за цикл работ «Молекулярный дизайн гетероциклических соединений».
- 28 апреля 2000 г. — умер в Киеве.

## Научная работа

### Синтез и изучение новых цианиновых красителей
Химия органических красителей была одной из первых областей органической химии, в которой стала развиваться концепция целенаправленного синтеза новых веществ с заранее заданными свойствами. А развитие органической химии в СССР в конце 1940-х и в 1950-е годы характеризовалось повышенным интересом к разработке фотосенсибилизаторов для кино- и фотопромышленности. Изучалась, в частности, возможность использования цианиновых красителей в качестве сенсибилизаторов, из них наилучшими показателями обладали представители ряда бензтиазола.
Ещё будучи студентом, Ф. С. Бабичев начал работу над этой темой под руководством академика АН УССР В. П. Яворского, а затем академика АН УССР А. И. Киприанова. Изучались реакции алкилирования метиленовых оснований ряда бензтиазола, тиазола и нафтотиазола алкилгалогенидами. Исследования показали, что реакция сопровождается раскрытием одного из тиазолиновых циклов димера метиленового основания. Была проведена ревизия формулы Мумма, которая приписывалась ранее таким димерам, для них была предложена формула Бабичева. Справедливость предложенной формулы была доказана методом встречного синтеза. Кроме метиленовых, исследовались аналогичные этилиденовые основания, эксперименты показали, что в отличие от метиленовых, они существуют в виде мономерных молекул и алкилируются с сохранением тиазолинового цикла. В то время исследования в этом направлении велись также во Франции и Румынии, успех был на стороне киевских химиков. Исследования в области тиазольных метиленовых оснований стали основой кандидатской диссертации Ф. С. Бабичева (1948)
В 1956 году Ф. С. Бабичев предложил эффективный метод синтеза карбоновых кислот и спиртов в ряду бензтиазола (бензтиазолилалкил(арил)карбоновых кислот и соответствующих им спиртов). Метод синтеза кислот заключается в конденсации о-аминотиофенола ангидридами дикарбоновых кислот жирного, ароматического и гетероциклического рядов. Спирты можно получить восстановлением кислот или их эфиров алюмогидридом лития при пониженной температуре или сразу в одну стадию, если при конденсации заменить ангидрид на соответствующий лактон. Эти соединения — основа многочисленных производных и важные промежуточные продукты в органическом синтезе, ранее не существовало общего метода их синтеза и были известны лишь единичные представители ряда. Было проведено систематическое изучение влияния на ход синтеза полярных заместителей в структуре несимметричных ангидридов, а также влияние пространственного фактора.
Дальнейшие исследования показали, что новые классы соединений являются ценным сырьём для синтеза 2,3-полиметиленбензтиазолиевых солей и цианиновых красителей на их основе. Показано также важное теоретическое значение их для химии красителей, поскольку позволяют синтезировать красители с разной длиной полиметиленовой цепочки и изучить влияние данного фактора на пространственное строение молекулы и, как следствие, на окраску. На первенство в синтезе подобных солей бензтиазолия претендовали известные химики Г. Шварц и П. де Сметс, однако их результаты оказались ошибочными, в специальной работе Ф. С. Бабичева было показано, что в описанных ими реакциях образуются другие продукты. Далее было показано, что введение гетероатома (например, серы или кислорода) в полиметиленовую цепочку может привести к углублению окраски. Некоторые из синтезированных в ходе работ красителей оказались хорошими сенсибилизаторами для галогеносеребряных фотоэмульсий. Этот цикл работ лёг в основу докторской диссертации Ф. С. Бабичева (1965).
Успешный синтез ряда цианиновых красителей послужил толчком к следующему этапу исследований — изучению закономерностей влияния структуры молекулы на окраску. Для качественного статистического анализа необходимо было синтезировать серию соединений с разной структурой. Одним из направлений в области синтеза стала разработка общего принципа получения четвертичных тиазолиевых солей и красителей на их основе, то есть переход к тиазольным, лишённым о-фениленового фрагмента, аналогам ранее полученных красителей. Требуемые четвертичные соли ранее не были известны. В работах Ф. С. Бабичева был найден общий способ их синтеза с использованием реакции α-галогенкетонов с тиолактамами (тиопирролидон, тиокапролактам и др.) Открытое химическое превращение несколько напоминает синтез тиазолов по Ганчу, однако, позволяет исходить из максимально усложнённых субстратов, например, аннелировать тиазольный цикл к уже существующей гетероциклической системе. В качестве субстратов реакции были использованы 2-меркаптопиридин, 2-меркаптохинолин, производные 5-меркапто-1,2,4-триазола, а в качестве реагентов также и β-галогенкетоны, что позволило значительно расширить возможности метода.
В 1964 году был опубликован ряд работ Ф. С. Бабичева по синтезу конденсированных солей [1,3]-тиазолия и метод был реализован другими исследователями, были изучены спектральные характеристики полученных новых цианиновых красителей. Цикл работ по цианиновым красителям признан весомым вкладом в науку, статьи цитируются в монографиях, результаты исследования зависимости структура — цвет вошли в учебники по химии органических красителей и теории цвета.

### Синтез и исследование конденсированных гетероциклов с узловым атомом азота

Индолизин

В 1960-х годах перед химиками-теоретиками встала проблема проверки применимости концепции ароматичности к некоторым классам химических соединений. От классических и небензоидных ароматических углеводородов научный интерес переместился к конденсированным гетероароматическим соединениям, в частности, содержащим узловой атом азота. Такие соединения представляют и практический интерес, среди них известны природные биологически активные вещества и важные лекарственные средства. Необходимо было изучить влияние гетероатомов на стабильность молекулы циклического полиена и возможность применения к таким системам правила Хюккеля для теоретического предсказания их природы; для теории органического синтеза требовалось выяснить закономерности ориентации вхождения заместителей при атаке молекул этого класса реагентами различной природы.
Важный вклад в решение проблемы внесли киевские учёные. Ф. С. Бабичевым и под его руководством были синтезированы и изучены изоэлектронные аналоги индолизина. Для этого разработаны принципиально новые способы синтеза 10-, 14- и 18-π-электронных гетероароматических соединений, по которым получены соответствующие гетроциклические системы: производные пирроло[2,1-b]тиазола, соли тиазоло[3,2-b]пиридиния, пирролобензимидазолы, изоиндоло[1,2-b]бензтиазолы, изоиндоло[1,2-a]бензимидазолы и другие. Разработан и проверен на многочисленных примерах двухстадийный способ аннелирования пиррольного кольца к азолам. На первой стадии из азола и α-галогенкетона получают четвертичную алкилацилиевую соль, которая затем циклизуется. Этим способом впервые синтезированы простейшие представители бициклических систем с узловым атомом азота — пирролотиазолы, пирролоимидазолы, пирролотриазолы. Описаны свойства полученных новых гетероциклических соединений, их электронное строение было изучено физическими методами и методами квантовой химии, доказана их ароматическая природа; систематически исследованы их реакции электрофильного замещения и присоединения.
Позже, в середине 1980-х годов, учёный возвращается к тематике синтеза гетероциклов с узловым атомом азота, учитывая при этом свой первый опыт изучения метиленовых оснований. В качестве субстратов для химических реакций были выбраны α-цианометильные и α-сульфонилметильные производные азотистых гетероциклов (азолов и азинов), метиленовые основания преимущественно были заменены на карбанионы, генерируемые в реакционной среде. Использовался также другой способ активации α-метильной группы гетероцикла — не через кватернизацию, а за счёт введения электроноакцепторного заместителя. Совместно с Ю. М. Воловенко были синтезированы более 60 новых гетероциклических систем с узловым атомом азота. Полученные соединения содержат аминогруппу, что позволяет использовать их для дальнейших синтезов препаратов, проявляющих широкий спектр биологической активности (бактерицидной, радиопротекторной и др.), пригодных для поиска новых лекарственных средств.

### Изучение химии изоиндола

Изоиндол

В 1971 году совместно с А. К. Тылтиным был разработан метод синтеза производных изоиндола, использующий взаимодействие о-хлорметилбензонитрила с аминами.
Изоиндолы — представители одной из простейших, базовых гетероциклических систем, были на то время труднодоступны и мало изучены. Они представляют большой интерес для теоретической и практической химии как класс гетероциклических соединений, обладающих двумя противоположными на первый взгляд свойствами — ароматичностью и высокой реакционной способностью. Усовершенствование методик синтеза и всестороннее изучение соединений этого класса надолго вошло в тематику научных работ кафедры органической химии. Систематически изучались физические и химические свойства, электронное строение замещённых и конденсированных изоиндолов.
Одно из наиболее характерных свойств изоиндола — способность взаимодействовать с диенофилами в реакции Дильса — Альдера. Обнаружено, что более сложные конденсированные системы на основе изоиндольного ядра в определённой степени сохраняют эту способность. В результате был синтезирован ряд соединений с трёхмерным углеродным скелетом.
Киевская школа органической химии, возглавляемая Ф. С. Бабичевым, была единственной в СССР и второй в мире после немецкой, достигшей значительных успехов в изучении изоиндолов, результаты научных работ по этой теме отражены в виде многочисленных публикаций, обзоров в международных журналах, авторских свидетельств, монографий.

### Развитие синтонного подхода в методологии органического синтеза
В 1980-х — 1990-х годах основной темой работ Ф. С. Бабичева и его учеников стала разработка принципиально новых методов конструирования гетероциклических систем с использованием нового для тех лет синтонного подхода. Одной из задач, поставленных Ф. С. Бабичевым своей группе стало изучение таких химических превращений, которые позволили бы в одну стадию получить соединение наивысшего уровня сложности. С этой целью изучались реакции аннелирования, циклоприсоединения, внутримолекулярного алкилирования и арилирования. Другим аспектом этого цикла работ явилось создание методологии целенаправленного синтеза сложных заранее заданных гетероциклических систем с использованием относительно простых и доступных исходных реагентов. Такое планирование синтеза называют «молекулярным конструированием», или молекулярным дизайном. Как и к понятию «синтон», к молекулярному дизайну в начале этих исследований Ф. С. Бабичева у многих химиков было скептическое отношение.
Группой Ф. С. Бабичева был предложен большой ряд электрофильных C4- и C5-синтонов, содержащих нитрильную группу. Первые из них были получены по известным методикам, но на их основе синтезированы уже новые молекулярные структуры. В ходе работ открыто несколько реакций перегруппировки, в том числе две перегруппировки, затрагивающие не только положение заместителей или функциональных групп (миграции), но и ядро конденсированной гетероциклической системы (скелетные перегрупировки). Такие превращения особенно ценятся в органическом синтезе, поскольку позволяют увеличить разнообразие продуктов и получить недоступные другими способами химические соединения.

Одна из открытых группой Бабичева перегруппировок

Работы по конструированию гетероциклических систем завершила публикация ретроспективного обзора, объединившего эти исследования с позиции синтонного подхода. В 1998 году Ф. С. Бабичеву, В. М. Воловенко и В. А. Ковтуненко за цикл работ «Молекулярный дизайн гетероциклических соединений» была присуждена Государственная премия Украины в области науки и техники.

## Преподавательская, административная и другая работа
С научными исследованиями Фёдор Семёнович Бабичев сочетал педагогическую и организаторскую деятельность. Как преподаватель университета и научный руководитель он воспитал многих квалифицированных химиков, под его руководством защищено 25 кандидатских и 2 докторские диссертации.
Не прекращая преподавательскую и научную работу в университете, Фёдор Семёнович 10 лет занимал должность вице-президента АН УССР, долгое время был зам. председателя а затем и председателем редакционной коллегии Украинской советской энциклопедии, зам. главного редактора «Докладов АН УССР», членом редколлегий журналов «Биоорганическая химия» и «Украинский химический журнал».

## Оценка деятельности Ф.С.Бабичева
Деятельность Ф. С. Бабичева как учёного, педагога и организатора науки высоко оценена научным сообществом и государством. Он награждён тремя орденами и многочисленными медалями, премиями Академии наук и государственными.
Оценку качества научной работы можно найти в рекомендации по поводу избрания Бабичева академиком АН УССР, написанной всемирно известным химиком-органиком академиком А. И. Киприановым.
Все работы Фёдора Семёновича вполне оригинальны по той причине, что они взаимно связаны, вытекают одна из другой и представляют собой последовательное развитие идей. 
Фёдор Семёнович не искал и не заимствовал тем своих работ на стороне. Все его труды представляют собой одно целое. В этих работах всё связано, нет ничего случайного.

Важно и другое. Работы Фёдора Семёновича не только оригинальны, но и актуальны, они существенны по содержанию, они обстоятельны и точны. Фёдор Семёнович многократно раскрывал и исправлял ошибки других авторов, но никогда не попадал в их положение сам.

## Публикации

### Книги
- Бабичев Ф. С., Киприанов А. И., Мушкало Л. К. и др. Очерки по истории органической химии в Киевском университете. — Киев: Изд-во Киевского университета, 1954. — 224 с.
- Бабичев Ф. С., Корнілов М. Ю. Будова і властивості органічних сполук. — Киев: Радянська школа, 1971. — 240 с.
- Бабичев Ф. С., Ковтуненко В. А. Химия изоиндола. — Киев: Наукова думка, 1983. — 280 с.
- Бабичев Ф. С., Шаранин Ю. Л., Литвинов В. П. и др. Внутримолекулярное взаимодействие нитрильной и C—H, O—H и S—H-групп / под общ. ред. Ф. С. Бабичева. — Киев: Наукова думка, 1985. — 200 с.
- Бабичев Ф. С., Шаранин Ю. Л., Промоненков и др. Внутримолекулярное взаимодействие нитрильной и аминогрупп / под общ. ред. Ф. С. Бабичева. — Киев: Наукова думка, 1987. — 240 с.

### В периодических изданиях
Фёдор Семёнович Бабичев является автором или соавтором более 300 научных статей в следующих периодических изданиях:
- «Журнал общей химии»
- «Журнал органической химии»
- «Химия гетероциклических соединений»
- «Украинский химический журнал»
- «Известия АН СССР»
- «Доклады АН УССР»
- «Вісник КДУ. Хімія»